# 羅曼史是別冊附錄
《羅曼史是別冊附錄》（韓語：로맨스는 별책부록），為韓國tvN於2019年1月26日起播出的週末連續劇，由《火星生活》李正孝導演與《戀愛的發現》鄭賢貞作家合作打造。此劇以圖書出版社為背景，講述男女主角一起長大，並隨著時間的流逝，逐漸感受到對彼此感情的故事。
Netflix自2月2日起每週六、日全球上线。

## 演員陣容

### 主要人物
| 演員                    | 角色   | 介紹 |
| 李鍾碩 （少年：金康勳） | 車恩浩 | 32歲，天才作家兼角逐圖書出版社內容開發部編輯組主編，同時也是角逐的創社社員之一。 自學生時代就涉足類型文學，是作為文壇偶像作家乘勝長驅的腦性感男，有著職業性冷靜和溫暖內心的魅力角色。小學時差點出車禍被姜丹伊所救，因此結識深厚的情感；丹伊住院期間要求恩浩幫忙跑腿買零食借漫畫，在醫院陪伴丹伊的期間培養出對閱讀的興趣。學生時期拜師在知名文學作家姜炳俊門下，姜炳俊視非親非故的恩浩為兒子一般，並將身後大事全權交由恩浩處理。 |
| 李奈映                  | 姜丹伊 | 37歲，曾是廣告界聞名的推手，現是獨立扶養國外留學女兒的離婚中斷女。 年輕時曾在廣告公司大放異彩、職場能力突出，為了育兒中斷職場生涯。離婚後為了生活費及女兒龐大的留學費用必須重回職場，卻因學歷太高與職齡斷層而求職不順遂。一開始為了得到一份穩定的工作隱瞞大學學歷，應徵只要高中畢業也可以從事的逐鹿圖書出版社業務支援組，再次接觸到孰悉的廣告行銷而力求於相關領域上有所表現，開啟生命中的下一篇章。                             |
| 鄭釉珍                  | 宋海琳 | 29歲，角逐圖書出版社內容開發部編輯組代理。 性格火爆直率、對自己負責的工作有著強烈的責任感及完美主義而受到上司的信賴，卻被新人們稱為二代魔女。由她經手的編輯企劃案都毫無例外的大獲好評，社內資歷只有3年但有著敏感觸覺的完美編輯。 |
| 魏化儁                  | 池敘俊 | 29歲，實力獲業界認可的圖書設計師。 有著絕佳記憶力及出眾的觀察力，是個愛惡分明的男子。他是知名文學作家姜炳俊的非婚生兒子，姜炳俊的封筆作品《4月23日》標題靈感便來自於敘俊的生日。 |

### 角逐圖書出版社
| 演員   | 角色   | 介紹 |
| 金太祐 | 金在民 | 44歲，角逐圖書出版社代表，也是角逐的創始人。 鰥夫育有二女，個性開朗、熱情，喜歡各種開會，有時候會遭到員工忽視。但很少人知道，他自有在現實與理想間的平衡之道。 |
| 金有美 | 高有善 | 40歲，角逐圖書出版社理事，角逐的創社社員之一。 公私分明、毫無情緒起伏低音調被社員暱稱一代魔女。在公事上非常講求原理原則，不容許私人交情而影響工作。曾為落跑新娘的她，只是想對自己更好而已。                                                                                 |
| 趙漢哲 | 奉志洪 | 45歲，拜讀到好作品能在3秒內淚流的18年經歷的逐鹿圖書出版社內容開發部編輯組資深編輯組長，角逐的創社社員之一。 自稱是溫和灑脫的感性文學家，與徐英雅育有一子。溫和博愛的個性令生活充滿許多不必要的壓力；除了家人也十分照顧生活困難的作家，唯一沒能貼心設想到的就是自己的妻兒。  |
| 金善映 | 徐英雅 | 37歲，角逐圖書出版社行銷組組長，角逐的創社社員之一。 經常與同是行銷專業出身的高有善在工作意見上有不合，為人直率豪爽，認可姜丹伊的工作能力並經常給她許多發展機會。與奉志洪育有一子，雖然認可丈夫的為人但因為無法接受比起自己更為他人著想的丈夫，對婚姻生活感到無力決定離婚。 |
| 姜棟樑 | 朴勳   | 27歲，與姜丹伊同期進入角逐圖書出版社的新進社員。性格開朗有親和力，也是社內情報通。 |
| 朴珪瑛 | 吳智律 | 27歲，與姜丹伊同期進入角逐圖書出版社的新進社員。從小在溫室中長大，有著優秀學歷但待人處事極為糟糕的富家千金，是個連生活小事都極度依賴媽媽的媽寶，厭倦一天到晚相親而開始出現叛逆期。因為一天到晚出包常被直屬上司宋海琳飆罵而開始學會如何對自己的人生產生責任感。              |
| 李寬勳 | 李勝真 | 角逐圖書出版社內容開發部營銷組營業科長。 |
| 崔承允 | 裴光秀 | 角逐圖書出版社行銷組科長。 |
| 李夏恩 | 蔡頌伊 | 角逐圖書出版社內容開發部編輯組組員。 |
| 白川基 |        | 角逐圖書出版社市場部組長。 |

### 其他人物
| 演員   | 角色   | 介紹 |
| 吳義植 | 洪東民 | 40歲，姜丹伊的前夫。婚後因遭遇事業不順而周轉困難，出軌後離開更對丹伊母女不聞不問。偶然被車恩浩撞見與已懷孕的第二任妻子經營餐廳，在恩浩的要求之下才肯同意將女兒的贍養費和精神損失補償給丹伊，並寫信向丹伊道歉。 |
| 李智元 | 洪在熙 | 12歲，姜丹伊和洪東民的女兒。 |
| 李芝荷 |        | 海琳的媽媽。 |
| 楊勝傑 | 崔亨秀 | 不得志的詩人作家，連死亡都悄無聲息。 |
| 李浩宰 | 姜炳俊 | 知名文學作家。池敘俊的父親。 |
| 朴勝泰 | 柳明淑 | 小說作家。 |
| 鄭炫錫 |        | 為了讓姜丹伊順利就業，車恩浩請託的前輩。 |

### 特別出演
| 演員   | 角色   | 介紹                                                                                             |
| 惠晶   | 金娜景 | 車恩浩的前女友。                                                                                 |
| 車順裴 |        |                                                                                                  |
| 曹政治 |        | 柳明淑作家讀書交流會現場吉他伴奏者。                                                             |
| 朴相旭 | 安政勳 | 88宵夜的老闆兼送貨員，曾是高宥善代理的未婚夫。現已結婚也有了三個兒子，與妻子胼手胝足經營小生意。 |
| 崔恩慶 |        | 吳智律的媽媽。                                                                                   |

## 原聲帶
- Part.1（發行日期：2019年2月3日）

| 曲序 | 曲目                                     | 演唱    | 时长 |
| ---- | ---------------------------------------- | ------- | ---- |
| 1.   | 我看不到的故事（나는 볼 수 없던 이야기） | Jannabi | 3:44 |
| 2.   | 我看不到的故事（Inst.）                  |         | 3:44 |

- Part.2（發行日期：2019年2月10日）

| 曲序 | 曲目                          | 演唱  | 时长 |
| ---- | ----------------------------- | ----- | ---- |
| 1.   | Rainbow（레인보우 (Rainbow)） | Rothy | 3:32 |
| 2.   | Rainbow（Inst.）              |       | 3:32 |

- Part.3（發行日期：2019年2月17日）

| 曲序 | 曲目                        | 演唱    | 时长 |
| ---- | --------------------------- | ------- | ---- |
| 1.   | 只是想著你（그대만 떠올라） | Roy Kim | 4:24 |
| 2.   | 只是想著你（Inst.）         |         | 4:24 |

- Part.4（發行日期：2019年2月24日）

| 曲序 | 曲目            | 演唱  | 时长 |
| ---- | --------------- | ----- | ---- |
| 1.   | I pray          | Motte | 3:47 |
| 2.   | I pray（Inst.） |       | 3:47 |

- Part.5（發行日期：2019年3月3日）

| 曲序 | 曲目              | 演唱             | 时长 |
| ---- | ----------------- | ---------------- | ---- |
| 1.   | 有時候（어떤 날） | The Black Skirts | 4:05 |
| 2.   | 有時候（Inst.）   |                  | 4:05 |

- Part.6（發行日期：2019年3月9日）

| 曲序 | 曲目                | 演唱   | 时长 |
| ---- | ------------------- | ------ | ---- |
| 1.   | 你是書（너라는 책） | 孫昊永 | 3:51 |
| 2.   | 你是書（Inst.）     |        | 3:51 |

- Part.7（發行日期：2019年3月10日）

| 曲序 | 曲目                                 | 演唱   | 时长 |
| ---- | ------------------------------------ | ------ | ---- |
| 1.   | 你的所有記憶裡（너의 모든 기억속에） | 金娜英 | 3:25 |
| 2.   | 你的所有記憶裡（Inst.）              |        | 3:25 |

- Part.8（發行日期：2019年3月16日）

| 曲序 | 曲目                | 演唱          | 时长 |
| ---- | ------------------- | ------------- | ---- |
| 1.   | Happy End           | SAya & 金基元 | 3:47 |
| 2.   | You`re beautiful    | Will Bug      | 2:31 |
| 3.   | Walking on sunshine | SAya          | 3:06 |

## 收視率
| 集數       | 播出日期   | 標題                                   | AGB收視率        | AGB收視率      |
| 集數       | 播出日期   | 標題                                   | 大韓民國（全國） | 首爾（首都圈） |
| ---------- | ---------- | -------------------------------------- | ---------------- | -------------- |
| 1          | 2019/01/26 | 認識的姊姊 姜丹伊                      | 4.280%           | 4.937%         |
| 2          | 2019/01/27 | 躲在我家生活？                         | 4.420%           | 5.466%         |
| 3          | 2019/02/02 | 大家都在呼喚我                         | 4.385%           | 5.355%         |
| 4          | 2019/02/03 | 即使所有人都離我而去                   | 4.256%           | 5.155%         |
| 5          | 2019/02/09 | 我也很好奇 我的心意                    | 4.436%           | 5.601%         |
| 6          | 2019/02/10 | 原以為一清二楚 卻也得從頭來過          | 5.064%           | 6.468%         |
| 7          | 2019/02/16 | 請告訴她我在這裡等她                   | 4.962%           | 6.073%         |
| 8          | 2019/02/17 | 那溫熱的手 是夢嗎                      | 5.378%           | 6.857%         |
| 9          | 2019/02/23 | 像第一次看的書一樣，翻閱那本舊書       | 5.800%           |                |
| 10         | 2019/02/24 | 偶爾會有今天這樣的日子                 | 5.822%           | 7.139%         |
| 11         | 2019/03/02 | 要永遠想著在一起，怎麼能想著會分開呢？ | 5.029%           | 5.963%         |
| 12         | 2019/03/03 | 用書名來決定首次約會如何？             | 5.238%           | 6.396%         |
| 13         | 2019/03/09 | 我讓你心痛了吧                         | 5.329%           | 6.336%         |
| 14         | 2019/03/10 | 你是懂我的對吧                         | 6.345%           | 7.753%         |
| 15         | 2019/03/16 | 即便你沒說，我也應該知道才對⋯⋯         | 5.018%           | 6.166%         |
| 16         | 2019/03/17 | 如同我遇到你這本書 獲得暖心的安慰⋯⋯    | 6.651%           | 8.177%         |
| 平均收視率 | 平均收視率 | 平均收視率                             | 5.151%           | －             |

- 收視最低的集數以藍色表示，收視最高的集數以紅色表示，而空格則表示該集的收視沒有相關數據。

## 提名&獲獎列表
| 年度   | 頒獎典禮           | 獎項                    | 入圍者 | 結果 | 參    |
| 2019年 | 第55屆百想藝術大獎 | 電視部門 男子新人演技獎 | 魏化儁 | 提名 | [ 7 ] |

## 外部連結
- 在Netflix上觀看《羅曼史是別冊附錄》
- 韓國tvN官方網站 （页面存档备份，存于）
- NAVER上的《羅曼史是別冊附錄》 （页面存档备份，存于）
- 豆瓣电影上《羅曼史是別冊附錄》的資料 （简体中文）

| tvN 週末劇                                          | tvN 週末劇                                        | tvN 週末劇 |
| --------------------------------------------------- | ------------------------------------------------- | ---------- |
|                                                     | 羅曼史是別冊附錄 （2019年1月26日－2019年3月17日） |            |
| 阿爾罕布拉宮的回憶 （2018年12月1日－2019年1月20日） | 自白 （2019年3月23日－2019年5月12日）             |            |